# Peter Mandelson
Peter Benjamin Mandelson, barone Mandelson (Londra, 21 ottobre 1953), è un politico e ambasciatore britannico.

## Biografia
Politico laburista, e nipote materno di Herbert Stanley Morrison, è stato membro della Camera dei Comuni britannica per dodici anni, eletto nel collegio di Hartlepool. È stato il ministro del "Business" (attività produttive) nel governo di Gordon Brown.
È ampiamente considerato come il principale architetto della trasformazione del Partito laburista britannico e del suo cambiamento nel "New Labour". Nella sua veste di consigliere di Tony Blair a due riprese nel decennio in cui questi è stato primo ministro, è stato criticato come uno dei suoi più spregiudicati spin doctor ed è stato soprannominato "il Principe delle tenebre".
In seguito è stato commissario dell'Unione europea per il commercio, per poi ritornare a Londra e ricevere il titolo di barone. La carica nella Camera dei Pari è stata considerata il principale ostacolo alla sua corsa per la leadership e ha reso inevitabile la riproposizione di Gordon Brown come candidato alle elezioni del 2010: è consuetudine, infatti, che il candidato premier sia componente della Camera dei Comuni e questo potrebbe avvenire solo rinunciando preventivamente alla "lordship".

## Onorificenze
Membro del Privy Council dal 1998, gli è conferito il trattamento di the Right Honourable.